# Hermann Guthe
Pour les articles homonymes, voir Guthe.
Hermann Guthe, né le 10 mai 1849 à Westerlinde et mort le 11 août 1936 à Leipzig, est un érudit sémitique allemand.

## Biographie
Il fait ses études à Göttingen et à Erlangen, puis travaille pendant plusieurs années comme professeur particulier. En 1884, il devient professeur d'exégèse de l'Ancien Testament à l'Université de Leipzig.
De 1877 à 1896, il dirige Zeitschrift et, de 1897 à 1906, Mitteilungen et Nachrichten des Palästina-Verein allemands, nom complet: Deutschen Vereins zur Erforschung Palästinas ("Association allemande pour l'étude de la Palestine"), une association dont il est cofondateur en 1877,
En 1881 et 1894, il voyage en Palestine. Lors du premier voyage, il  participe à une fouille sur la colline sud-est de Jérusalem, et en 1894 et 1912, il est en Palestine afin de déterminer les opportunités de recherche pour le compte de l'association

## Publications
Il écrit sur certains des petits prophètes dans la traduction de l'Ancien Testament d' Emil Friedrich Kautzsch  et une version métrique d'Amos (1907) avec Eduard Sievers . Il publie des ouvrages dans les domaines de la philologie, de la religion, de l'archéologie et de la topographie, les titres les plus importants étant :
- Ausgrabungen bei Jerusalem (1883) – Excavations in Jerusalem.
- Palæstina in Bild und Wort (1883–84), with Georg Ebers
- Das Zukunftsbild Jesaias (1885).
- Palæstina (1908).
- Bibel-Atlas (1911).
- Geschichte des Volkes Israel (troisième édition, 1912).

Il contribue également à l'Encyclopaedia Biblica.